# Czech Cycling Tour 2017
Die 8. Czech Cycling Tour 2017 war ein tschechisches Straßenradrennen. Das Etappenrennen fand vom 10. bis zum 13. August 2017 statt. Es war Teil der UCI Europe Tour 2017 und dort in der Kategorie 2.1 eingestuft. Gesamtsieger wurde der Tscheche Josef Černý vom Elkov-Author Cycling Team.
Die erste Etappe war ein 18,6 km langes Einzelzeitfahren um Uničov. Dieses gewann die Mannschaft Elkov-Author Cycling Team. Der Pole Paweł Cieślik übernahm die Gesamtführung, weil er von seinem Team als Erster über die Ziellinie rollte. Zweiter wurde mit drei Sekunden Rückstand Bora-hansgrohe.
Zum Anfang der zweiten Etappe setzten sich fünf Fahrer um den Österreicher Daniel Lehner (Felbermayr-Simplon Wels) ab. Die Ausreißer hatten maximal vier Minuten Vorsprung und waren allesamt 35 Kilometer vor dem Ziel gestellt. Kurz darauf attackierten Alessandro Tonelli (Italien/Bardiani) und Michael Kukrl (Tschechien/Elkov). Doch auch sie wurden wieder eingeholt und so kam es zum Massensprint. Sam Bennett (Irland/Bora) gewann diesen vor Jan Tratnik (Slowenien/CCC). Bennett übernahm damit die Gesamtführung.
Lange Zeit bestimmte auf der dritten Etappe eine vier Mann starke Fluchtgruppe um den Österreicher Matthias Krizek (Tirol). Sie bekamen vier Minuten Vorsprung und waren 30 Kilometer vor dem Ziel eingeholt. Anschließend griffen die beiden Österreicher Felix Großschartner (CCC) und Riccardo Zoidl (Felbermayr-Simplon Wels) an. Sie wurden zehn Kilometer vor dem Ziel eingeholt. Danach fuhren Jan Bárta (Tschechien/Bora-hansgrohe), Josef Černý (Tschechien/Elkov Author), Rasmus Guldhammer (Dänemark/Velonconcept) und Jan Hirt (Tschechien/CCC) weg. Durch eine Attacke von Barta folgte ihm nur noch Cerny. Am Ende kam es zum Sprint der beiden. Cerny gewann vor Barta. Dritter wurde mit drei Sekunden Rückstand Guldhammer. Cerny holte sich die Gesamtführung.
Anfangs setzten sich acht Fahrer um Juraj Sagan (Slowakei/Bora) und Maximilian Kuen (Österreich/Amplatz) ab. Die Gruppe hatte nie mehr als zwei Minuten Vorsprung zum Feld. Im Finale der Etappe waren die Ausreißer mit mittlerweile elf Mann wieder eingeholt. Es kam zum Massensprint. Bennett (Bora) gewann diesen vor dem Italiener Filippo Fortin (Tirol). Cerny verteidigte die Gesamtführung und gewann damit die gesamte Rundfahrt.

## Teilnehmende Mannschaften
| WorldTeam- Bora-Hansgrohe Professional Continental Teams (3)- CCC Sprandi Polkowice - Wilier Triestina-Selle Italia - Bardiani CSF Continental Teams (14)- Elkov-Author - SEG Racing Academy - Amplatz-BMC - Felbermayr Simplon Wels - Adria Mobil - Astana City - VéloCONCEPT - CK Příbram Fany Gastro - Uno-X Hydrogen Development - Tirol - Kolss - Sangemini-MG.Kvis - Dukla Banská Bystrica - Hurom |
| |

## Wertungen im Tourverlauf
| Etappe         | Etappensieger  | Gesamtwertung | Punktewertung  | Bergwertung      | Nachwuchswertung | Bester Tscheche | Teamwertung    |
| -------------- | -------------- | ------------- | -------------- | ---------------- | ---------------- | --------------- | -------------- |
| 1              | Elkov-Author   | Paweł Cieślik | nicht vergeben | nicht vergeben   | Erik Baška       | Jiří Polnický   | Elkov-Author   |
| 2              | Sam Bennett    | Sam Bennett   | Sam Bennett    | Daniel Lehner    | Jiri Sorm        | Jiří Polnický   | Elkov-Author   |
| 3              | Josef Černý    | Josef Černý   | Jan Tratnik    | Andrij Wassyljuk | Michal Schlegel  | Josef Černý     | Bora-hansgrohe |
| 4              | Sam Bennett    | Josef Černý   | Sam Bennett    | Andrij Wassyljuk | Michal Schlegel  | Josef Černý     | Bora-hansgrohe |
| Wertungssieger | Wertungssieger | Josef Černý   | Sam Bennett    | Andrij Wassyljuk | Michal Schlegel  | Josef Černý     | Bora-hansgrohe |